# Bobby Fulton
James Franklin Hines, noto con lo pseudonimo Bobby Fulton (Chillicothe, Ohio, 4 ottobre 1960), è un ex wrestler statunitense.
Era membro del tag team The Fantastics insieme a Tommy Rogers.

## Vita privata
Dall'ottobre 2003 è diventato un cristiano rinato. Si è sposato tre volte, e ha due figli, Dillon (The Good Doctor/Corky Thatcher) e Jarron. Nel dicembre 2019 gli fu diagnosticato un tumore alla gola, e cominciò la chemioterapia il mese successivo. Il 6 giugno 2020 annunciò via Twitter di essere guarito.

## Personaggio
- Mosse finali
  - Diving elbow drop
  - Flying clothesline
  - Three-point stance clothesline
- Con Tommy Rogers
  - Rocket Launcher[2]
- Manager
  - Jim Cornette[3]
- Soprannomi
  - "Fantastic" Bobby Fulton

## Titoli e riconoscimenti
- Big Time Wrestling
  - BTW Triple Crown Heavyweight Championship (2)[4]
  - BTW Ohio Tag Team Championship (7) - con Jackie Fulton, Sean Casey e Rip Rogers[4]
  - BTW Legends American Grand Prix Championship (2)
- Central States Wrestling
  - NWA Central States Television Championship (1)
- Continental Wrestling Association
  - AWA Southern Tag Team Championship (1) – con Tommy Rogers[5][6]
- Heroes And Legends Wrestling
  - HLW Tag Team Championship (1) - con Tracy Smothers[7]
- Jim Crockett Promotions
  - NWA United States Tag Team Championship (2) – con Tommy Rogers
- National Wrestling Alliance
  - NWA Mid-America Tag Team Championship (2) con Tommy Rogers e Josh Lewis
- Smoky Mountain Wrestling
  - SMW Tag Team Championship (1) – con Jackie Fulton
- Southwest Championship Wrestling
  - SCW Southwest Junior Heavyweight Championship (1)
- Universal Wrestling Federation
  - UWF World Tag Team Championship (2) – con Tommy Rogers
- World Class Championship Wrestling / World Class Wrestling Association
  - NWA American Tag Team Championship (2) – con Tommy Rogers[8][9]
  - WCWA World Tag Team Championship (2) – con Tommy Rogers
- Pro Wrestling Illustrated
  - 286º nella lista dei migliori 500 wrestler singoli nei "PWI Years" del 2003.
  - 63º, con Tommy Rogers, nella lista dei migliori 100 tag team nei "PWI Years" del 2003.
- WAR Wrestling
  - WAR Hall of Fame (2017)[10]
- Wrestling Observer Newsletter
  - Feud of the Year (1988) per Tommy Rogers vs. Bobby Eaton e Stan Lane